# Las Flores (município)
Las Flores (partido) é um partido (município) da província de Buenos Aires, na Argentina. Possuía, de acordo com estimativa de 2019, 24.355 habitantes.